# 岩石海岸

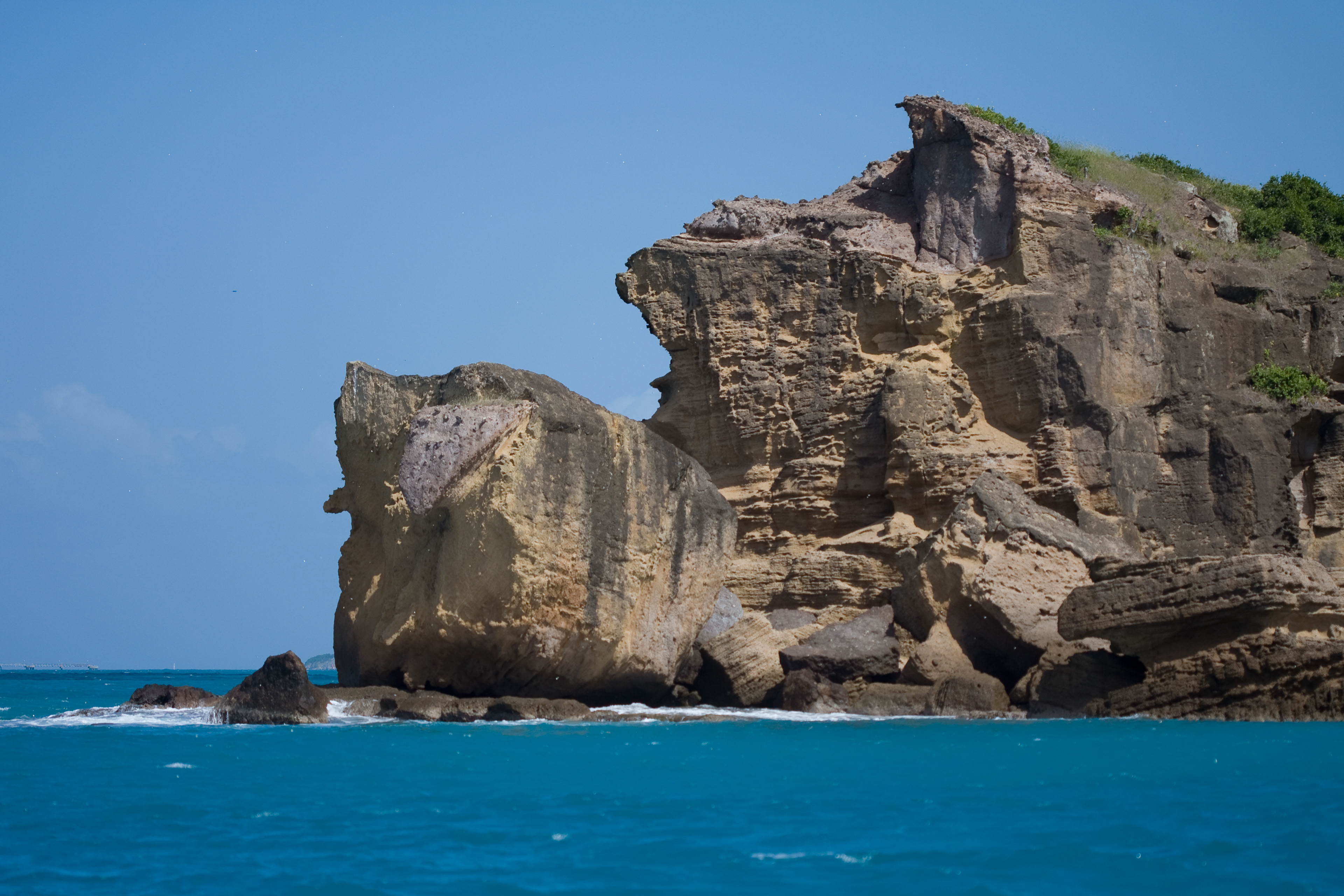
岩石海岸の例

岩石海岸（がんせきかいがん、英: rocky coast）とは、山地、丘陵、大地が直接海に迫っている地形において、露出した岩石からなる海岸である。磯浜海岸とも呼ばれる。
海岸地形の一種であり、海岸地形は岩石海岸と砂浜海岸に大別される。

## 概要
岩石海岸は、山地が海に迫っているところに発生することが多く、出入りが複雑な沈水性の海岸線に発生しやすい。また侵食作用の働きで海食台、波食棚をはじめ、海食崖、海食洞などがよく発達し、海岸線が複雑なことから、天然の良港となり、漁業が発展していることが多い。
日本では、瀬戸内海一帯や九州北西部の海岸に多く見られ、また足摺岬、室戸岬、能登半島、佐渡島などの海岸段丘の発達した隆起性の海岸でも見られる。

## 岩石海岸の侵食
岩石海岸の侵食は、おもに波による侵食、風化、生物学的侵食、などの作用に影響を受けることで起こる。また、これらの作用のほかにも、陸上に働くマスムーブメントや、河川、氷河、風などの作用にも影響を受けている。

### 波の侵食作用
波の侵食作用は、波形勾配の急な波が押し寄せるところや、突出した岬の周りに波が集中するところ、波の作用に影響を受けやすい、もろい砕屑物のあるところに特徴的にみられる。ここでの波の浸食作用には波の振動や、波による岩石への打撃、波と岩石の間の空気の圧縮、静水圧の変化、波による削磨などが含まれ、前の4つはおもに砕波帯や磯波帯でおこる作用である。また、波が岩石に当たる際、波と岩石の間にある空気に高い圧力がかかったり、高速で動く波の圧力で水が岩石の割れ目の中に押し込まれ、その割れ目に閉じ込められた空気を圧縮したりして、岩石をはぎ取ってしまう。削磨とは、このときはぎ取られた岩屑が波によって動かされることで崖を削る作用であり、この細かく砕かれた岩屑が海底の上を移動することでプラットフォームは削られていく。

### 風化による侵食作用
海岸における風化作用には、水和作用 (hydration)、塩の結晶作用 (salt crystallization）、岩石の膨張 (swelling)、弛み (loosening)、凍結作用 (frost action)、溶解 (solution) などがあり、高潮位付近で強く働く。海水面付近の風化は、均質で細粒、水平層理を持つ堆積岩に最も強く働き、そして波による侵食作用によって運ばれる岩屑ができる。海岸の凍結作用は、高緯度地方、特に崖の面に永久凍土 (permafrost) や雪から淡水が供給されるような場所で、岩石破砕作用として重要であると考えられている。

### 生物学的侵食作用
生物による侵食作用は、軟体動物、海綿、蔓脚類 (barnacles) などの生物が、堆積物や岩盤を漉したり、削ったり、穴をあけたりすることによって起こるもので、その多くは熱帯の浅海で起こる。平均高潮位付近で青・緑藻類が石灰岩の溶解を促進したり、海中の生物が光合成をやめる夜間に、熱帯の浅く温かい海水が石灰岩の穏やかな溶剤となるのがその例である。

## 岩石海岸の特徴的な地形
海岸では海水の作用によって陸地が侵食されるが、そのことを海食という。また、常に海水でおおわれている部分よりも潮間帯の方が侵食の影響を受けやすく、その海食作用によって形成された侵食地形のことを海食地形と呼ぶ。さらに海食作用のなかで最も中心的な作用は波食であり、波食作用によって形成された地形を波食地形と呼ぶ。岩石海岸では険しい崖と、その前面にひろがる高潮面から低潮面のやや下までの範囲で緩やかに傾斜したプラットフォームという特徴がみられる。しかし、実際は海岸によって岩石の種類や大きさ、構造、波などによる侵食度合、海面変動の度合いが違うので、岩石海岸に見られる地形はそれぞれ異なってくる。
海食崖 (sea cliff)
海に面した山地や大地で、おもに波による侵食を受けてできた崖のことであり、波食崖ともいう。山地が沈降し急斜面が沈水するとその斜面は波による侵食を受けるため、崖の下部に海食窪ができる。下部がくぼむとやがて上部は崩れ落ち、これが繰り返されることで崖は後退していく。崖の後退は波による打撃のほかに、岩盤の割れ目に入り込んだ水や空気にかかる圧力によっておこる。崖の下には岩石が削られたあと、ほぼ平坦な波食棚が形成され、さらに波食が進むと波食洞が生じることもある。海食崖の後退の速さは波の強さや打ち寄せる回数、岩石の固さなどに左右される。
波食棚 (wave-cut bench/shore platform)
おもに潮間帯にある平坦な台地のことで、崖の基部である高潮面から低潮面以下にわずかに傾斜しながら広がっている。波食棚が形成されるためには、海食を受ける岩石の抵抗の強さと海食の強さの関係が重要であり、岩石の抵抗のほうが波に比べて強いと、その部分は離れ岩や礁となって波食棚の上に残る。一方岩石の抵抗力の方が弱いところは逆に溝となる。また波食棚の形成には、波による作用のほかに、海食崖の基部が浸食され上部が崩壊したことで生じた岩屑が底を削るという削磨作用も関係している。さらに海面付近での著しい風化営力も波食台の形成に影響を与えている。
海食台 (abrasion platform)
潮間帯に見られる波食棚と小崖 (nip) を境にして一段下位にある、海面下に見られる侵食面のことで、沖に向かって緩やかに傾斜している。砂や礫などで薄く覆われている。波食棚を浸食することで、その縦断面は波食棚よりも平衡に近づくとされる。波による選択的な侵食を受け、海食溝が形成されることがあり、また海食台より沖側には堆積地形がみられることが多い。波のエネルギーは陸に近づくほど小さくなるため、そのことが原因でできたものといわれている。

## 岩石海岸で見られる微地形
岩石海岸では様々な微地形がみられる。
離れ岩 (stack)
海食の強さよりも抵抗性の強い岩石の部分が陸地と切り離されて残った比較的高い孤立岩のこと。固い火成岩や、古い堆積岩の含まれるところで形成されやすい。和歌山県の橋杭岩やイギリスのワイト島のニードルスが有名である。
波食溝 (wave furrow)
プラットフォーム上に見られる溝状の微地形で、砂や礫が波によって運ばれて弱い岩石を研磨することが原因で形成されるものと、甌穴の連結が原因で形成されるものとがある。この波食溝は波食棚を破壊する。
海食溝 (groove)
海食台に見られる溝状の微地形で、層理や節理、断層などのやわらかい部分が選択的に侵食されることによって形成される。この海食溝は波食棚を刻む波食溝と連続している。
波食窪 (notch)
波食作用や海水の溶解作用によって海食崖の下部にできる微地形で、奥行きより幅が大きいくぼみのこと。
海食洞 (sea cave)
節理や断層、断層破砕帯などのやわらかい部分が波浪の選択的侵食を受けることによって海食崖の下部にできる微地形で、幅より奥行きが大きいくぼみのこと。長く突き出た岬が両側から波による侵食を受け、その侵食が進んで海食洞がトンネルのように両側に開口するとそれはアーチ (arch) や海食洞門 (tunnel)、天然橋となる。
蜂の巣風化
風化作用で岩石の表面に蜂の巣のような穴が空くこと。直径数センチメートルの多数の穴が蜂の巣状になっていて、砂岩の表面に見られることが多い。
タフォニ (tafoni)
風化作用で岩石内部の物質が除去されることによって、岩石の表面に空いた円形や楕円形の穴のこと。花崗岩類のような結晶質岩によく発達する地形ではあるが、砂岩や石灰岩、凝灰岩でも見られる。穴の直径は数十センチから数メートルで、おもに地中海性気候帯や熱帯、亜熱帯の乾燥地域、湿潤気候の海岸での発達がみうけられる。この地形の成因としては、塩の結晶作用に基づいた塩類風化があげられる。
甌穴（ポットホール、かめ穴）
河床や河岸の固い岩石の表面にできる円筒形の深い穴のこと。岩石の表面にできた穴の中に礫が入り、流水の力でその礫が回転し、岩石を削ることで深いくぼみができていく。おもに砂岩や頁岩などの堆積岩、花崗岩などに見られる微地形である。穴の直径は数センチから数メートルで、深さはさまざまである。
キノコ岩
乾燥地帯で見られる岩石で、岩石の上方がキノコ状に大きくなっているもの。乾燥地帯では植物があまり育たないため風の働きが強くなり、その風が砂を巻き上げる。ただし砂が巻き上げられるのは地表数十センチ程度であるため砂は岩石の基部のみを侵食することになり、岩石はキノコ状になる。海岸では波打ち際に生息するサンゴ礁の基部が波や生物によって侵食されることで発達する。侵食が進むと根元が折れてしまうことがある。
鬼の洗濯岩
硬さの違う砂岩と泥岩の交互に重なった地層が長年波の侵食を受け、やわらかい泥岩が削られ、固い砂岩が残ることでできる微地形である。この地層は傾斜しているため階段状に侵食されるが、その地形が洗濯板のように見えるのでこのように呼ばれる。日本では宮崎県の青島が有名である。

## 日本における海岸地形の研究
日本では岩石海岸についていろいろな研究がおこなわれている。その内容は日本各地の岩石海岸についてであったり、岩石海岸の微地形や岩石海岸の侵食、岩石海岸に生息する生物についてであったりとさまざまである。
- 坂田聖二、横田修一郎「島根県大田市の岩石海岸におけるタフォニの発達と岩盤崩落(27.応用地質学一般)」『日本地質学会学術大会講演要旨』第112巻、日本地質学会、2005年9月10日、NAID 110004572413。
- 目代邦康、池田宏、飯島英夫「24.佐渡海府海岸における海底勾配と粗度(一般研究発表)(口頭発表)(2004年度春季研究発表会)」『地形』第25巻第3号、日本地形学連合、2004年7月25日、NAID 110001269717。
- 砂村継夫「3.岩石の風化し易さを考慮した海岸域のタフォニ発達モデル(一般研究発表会(口頭発表),2007年度春季研究発表会)」『地形』第28巻第3号、日本地形学連合、2007年7月25日、NAID 110006368427。
- 三位秀夫「岩石海岸の侵蝕について」『地質學雜誌』第67巻第790号、日本地質学会、1961年7月25日、NAID 110003019447。

## 主な岩石海岸
- フィヨルド - ノルウェーが有名。
- リアス式海岸 - 三陸海岸（東北地方）、若狭湾（福井県）、エーゲ海などが有名。
- 三角江（エスチュアリー）